# Étienne Pariset
Étienne Pariset (* 5. August 1770 in Grand; † 3. Juli 1847 in Paris) war ein französischer Arzt und Gründer der Société protectrice des animaux.

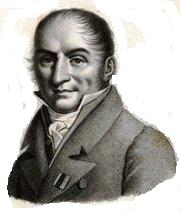
Étienne Pariset

## Leben und Wirken
Er wurde in Grand in den Vogesen als Sohn eines Nagelschmieds, cloutier geboren. Er hatte drei Geschwister. Im Alter von sechs Jahren wurde er von seinem Onkel väterlicherseits, François Pariset, einem Perückenmacher und Parfumeur, in Nantes aufgenommen, wo er die Schule besuchte und im Alter von elf Jahren das Geschäft seines Onkels übernahm. Im Alter von 18 Jahren ließ sein Onkel ihn für zwei Jahre ein Collège besuchen.
Pariset erhielt ein Stipendium und konnte dadurch ein Medizinstudium in Paris beginnen. Er war jedoch aus finanziellen Gründen gezwungen, als Bibliothekar zu arbeiten. Im Jahre 1792 wurde er von der Armee rekrutiert und trat als Leutnant in die Armée du Nord ein. 1793 verließ er die Armee und kehrte nach Nantes zurück. Zurückgekehrt gibt es Hinweise, dass er bis zum Jahre 1794 in den Aufstand der Vendée involviert war. Noch im gleichen Jahre ging er nach Paris. Hier wiederum von Armut bedroht half ihm Jean Honoré Riouffe (1764–1813) u. a. dadurch, dass er die Stelle eines Hauslehrers bzw. Tutors in der Pariser Familie Pourrat fand. Auch kam er durch Riouffe in Kontakt zu seiner späteren Ehefrau.
Am 24. Oktober 1802 heiratete er Elisabeth Marthe Josephine Yvon, Tochter eines Arztes aus dem Département Seine-et-Oise und Witwe von Seraphin Cadiou de Courmont, einem Offizier, der im Alter von siebenundvierzig Jahren starb. Die Witwe hatte aus ihrer ersten Ehe eine Tochter Luce Elisabeth Cadiou de Courmont. Aus der Verbindung mit Étienne Pariset ging die gemeinsame Tochter Stéphanie Josephine Pariset hervor.
1805 beendete er sein Medizinstudium mit der Promotion Dissertation sur les hémorrhagies utérines und begann, in der Psychiatrie zu arbeiten. Zu dieser Zeit suchte er regelmäßig den Salon und die Gesellschaft von Madame Helvetius in Auteuil auf, wo er mit vielen Schriftstellern und Gelehrten wie Pierre-Jean-Georges Cabanis, Anthelme Richerand und Jean-Louis Alibert verkehrte.
Im Mai 1814 wechselte er an das Hôpital de Bicètre, im Jahre 1819 übernahm er nach dem Tode von François Hebréard (1775–1818) die Leitung der Abteilung für Geisteskrankheiten. Im Januar 1826 nahm er im Hôpital de la Salpêtrière die Tätigkeit auf, wo ihn Jean-Étienne Esquirol für die Behandlung der Geisteskranken gewann. Sein medizinisches Interesse galt zudem der Epidemiologie.
Er verteidigte, wie Philippe Pinel und Esquirol, das reformistische Lager, die sogenannte „Befreiung der Geisteskranken von ihren Ketten“. Er widersetzte sich etwa den Methoden der Schocktherapie und setzte sich für menschenwürdige Behandlung des Wahnsinns ein.
Er beteiligte sich zusammen mit Pinel, Esquirol und Antoine-Athanase Royer-Collard an der Kommission zur Verbesserung des Loses der Irren, commission pour l’amélioration du sort des aliénés.
Seit dem 7. November 1842 war er Mitglied der Académie des sciences. Am 2. Dezember 1845 gründete Pariset die Société protectrice des animaux.
Er verbrachte seinen Lebensabend in Mont Buisson de Luciennes (heute Louveciennes in der Nähe von Versailles).

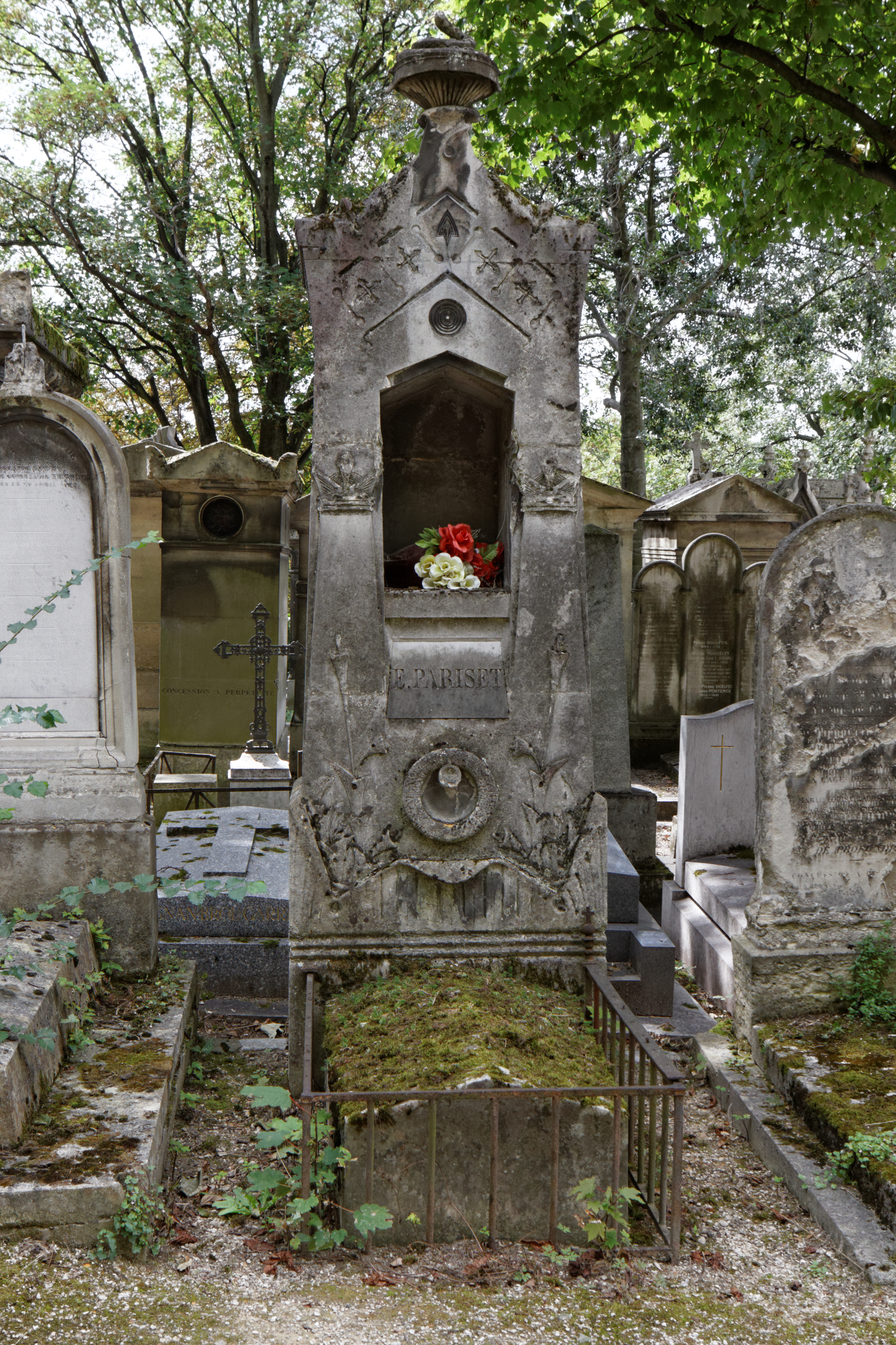
Grab von Etienne Pariset

Er starb am Samstag, den 3. Juli 1847 in seinem Haus in Paris und wurde am Donnerstag, den 8. Juli beigesetzt. Sein Freund, der französische Mediziner Joseph-Henri Réveillé-Parise (1782–1852), hielt eine Grabrede mit folgenden Worten:

„La mort t’a frappé comme homme, mais ton esprit, ton intelligence, tés travaux, la plus belle partie de toi-même, vivront à jamais dans les fastes de la Science.“

„Der Tod hat dich als Menschen getroffen, aber deine Seele, deine Intelligenz, deine Arbeiten, die schönsten Teile von dir selbst, werden in Ewigkeit in der Wissenschaft fortleben.“

Seine Grabstätte liegt auf dem Pariser Friedhof Père-Lachaise in der 27. Division.

## Wissenschaftliche Leistungen
Am 3. November 1819 bis zum 26. Februar 1820 wurde Pariset im Auftrag der französischen Regierung nach Cádiz in Spanien beordert um den Ausbruch einer Gelbfieber-Epidemie zu studieren.
Die Gelbfieber-Epidemie grassierte in Südspanien seit dem Sommer 1819, erreichte ihre maximale Intensität an Erkrankungen im September und verschwand mit dem Aufkommen der Wintermonate. Die französischen Gesundheitsbehörden waren besorgt, dass sich die Epidemie etwa nach Bordeaux ausbreiten könne. François Guizot, zu dieser Zeit französischer Generaldirektor des Innenministeriums, directeur général des communes et départements au ministère de l’Intérieur, beauftragte E. Pariset und Andre Mazet (1793–1821) nach Spanien zu reisen. Beide trafen am 2. Dezember 1819 in Cadiz ein. François Guizot verlor übrigens seine Position mit dem Sturz von Élie Decazes im Jahre 1820, der ebenso an diesen Maßnahmen beteiligt war.
Vom 28. September 1821 bis Februar 1822 zog er dann erneut, im Auftrag der französischen Regierung, zur wissenschaftlichen Beobachtung einer Gelbfieber-Epidemie nunmehr nach Barcelona. 1828 wurde er mit Untersuchungen über Pestepidemien in Ägypten und Syrien beauftragt. Seine Mission in Ägypten dauerte zwei Jahre, vom 5. August 1828 bis zum 10. Mai 1830. Er erforschte die Pest, vermutete eine Übertragung der Krankheit durch Ansteckung und wies auf die Notwendigkeit von, modern gesprochen, desinfizierenden und dekontaminierenden Maßnahmen für Erzeugnisse und Waren hin. In Ägypten traf er häufig mit Jean-François Champollion zusammen, der an einer Expedition teilnahm. Während eines Aufenthaltes in Paris traf Pariset den Mediziner und Anthropologen Franz Ignaz Pruner, bei dem er ein dauerhaftes Interesse am Orient weckte.

## Werke (Auswahl)
- Observations sur la fièvre jaune, faites à Cadix, en 1819. Paris 1820 (online).
- Mémoire sur les causes de la peste et sur les moyens de la détruire. Baillière, Paris 1837.